# Marie-Félicité Moke Pleyel
Marie-Félicité Moke Pleyel (francès: Marie Pleyel)  (París, 4 de setembre de 1811 - Saint-Josse-ten-Noode, 30 de març de 1875) fou una pianista belga.
Filla de pare belga i de mare alemanya, des de la infantesa demostrà un talent especial per a la música, particularment per al piano, havent tingut com a professors en aquest instrument Herz, Moscheles i Kalkbrenner. Va tenir ocasió d'assistir als concerts que feia el cèlebre pianista Thalberg, l'admirable mecanisme i estil del qual tractà d'imitar. Mendelssohn, François-Joseph Fétis, Frédéric Chopin i el mateix Liszt es comptaren entre els seus admiradors. Va estar promesa en matrimoni amb Berlioz, però aquest projecte no anà endavant, i es casà després amb Camille Pleyel, d'aquí el seu segon cognom. Efectuà viatges per diferents països europeus, i recollí molts aplaudiments.
Marie-Félicité fou una de les millors pianistes de la seva època i, per la seva bellesa i talent, una de les figures de major relleu dels cercles aristocràtics de la capital de França. Des de 1848 fins al 1872 fou professora del Conservatori de Brussel·les.

Liszt, parlant d'aquesta pianista, va dir el següent:
| « | Hi ha pianistes molt hàbils que han obert camins particulars i que obtenen èxits brillants per mitjà de coses que els són familiars, però només hi ha una escola apropiada a l'art en tota la seva extensió: aquesta és la de madame Pleyel. | » |